# Hydrothauma manicatum
Hydrothauma manicatum är en gräsart som beskrevs av Charles Edward Hubbard. Hydrothauma manicatum ingår i släktet Hydrothauma och familjen gräs. Inga underarter finns listade i Catalogue of Life.